# Sisson Rock
Der Sisson Rock (englisch; bulgarisch скала Сисън skala Sisan) ist ein in ost-westlicher Ausrichtung 134 m langer und 5 m breiter Klippenfelsen vor der Nordküste der Livingston-Insel im Archipel der Südlichen Shetlandinseln. In der Barclay Bay liegt er 2,26 km nordöstlich des Essex Point, 800 m westlich von Window Island und 1,5 km nördlich des Voyteh Point.
Bulgarische Wissenschaftler kartierten ihn 2009 und 2017. Die bulgarische Kommission für Antarktische Geographische Namen benannte ihn im April 2021 nach dem britischen Instrumentenbauer Jonathan Sisson (1690–1747), der einen modernen Theodolit entwarf.